# سيهانوكفيل (مدينة)
سيهانوكفيل ((بالخميرية: ក្រុងព្រះសីហនុ)‏؛ '), وتُعرف أيضاً باسم ' كامبونغ صوم' ((بالخميرية: កំពង់សោម)‏)، هي مدينة ساحلية في كمبوديا وعاصمة سيهانوكفيل، تقع على حافة شبه جزيرة مرتفعة في جنوب غرب البلاد على خليج تايلاند. المدينة محاطة بسلسلة من الشواطئ المتصلة على امتداد شريطها الساحلي والأهوار الساحلية المتاخمة لمنتزه رايم الوطني في الشرق. للمدينة نهر واحد صالح للملاحة، شريط من من أشجار المنغروف الذي يحد ضفتي نهر أو تروجاك جت الممتد من أترس باغودا حتى شاطئ البحر عند أوترس. توجد جزر ذات كثافة سكانية منخفضة- تحت إدارة سيهانوكفيل – وتقع بالقرب من المدينة، حيث ساعدت التنمية المعتدلة في السنوات الأخيرة على جذب جزء كبير من الرحالة الآسيويين، الطلبة الشباب وحاملي الحقائب الرحل.
المدينة، المسماة على اسم الملك السابق نورودوم سيهانوك، في 2008 بلغ تعداد سكانها نحو 89.800 نسمة، 66.700 منهم في المركز الحضري للمدينة. تتألف مدينة سيهانوكفيل من الجزء الأكبر للكميونات الستة (التقسيم الإداري في كمبوديا) لمحافظات سيهانوكفيل. المدينة الشابة نسبياً، تطورت بشكل موازي لإنشاء ميناء سيهانوكفيل الذاتي، الذي أفتتح في يونيو 1955، كبوابة لكمبوديا إلى التجارة البحرية المباشرة والمفتوحة. ميناء المياه العميقة الوحيد في كمبوديا يتضمن مستودع نفط ومرفق لوجستيات نقل. بناءاً على ذلك، نمت المدينة لتصبح مركزاً وطنياً رائداً للتجارة، النقل وعملية التصنيع.
الشواطئ العديدة والجزر المجاورة لسيهانوكفيل جعلها منتجعاً بحرياً رئيسياً في كمبوديا مع التزايد المطرد في أعداد الزائرين المحليين والسائحين الأجانب منذ أواخر القرن 20.
نتيجة لتنوعها الاقتصادي، الجمال الطبيعي للمنطقة وإمكانات الترفيه الكبيرة، والزيادة المستمرة في عدد المقيمين الأجانب الموسميين والدائمين جعل من سيهانوكفيل واحدة من أكثر المراكز السكانية ديناميكية وتنوعاً من الناحية الثقافية في كمبوديا. منذ 2014، كان قطاع السياحة لا يزال ضئيلاً مقارنة بتايلاند المجاورة. سيتحدد مستقبل سيهانوكفيل بشكل كبير تبعاً لقدرة السلطات على الإدارة المتوازنة الناجحة من أجل حماية والحفاظ على الموارد الطبيعية من جهة واحتياجات التنمية العمرانية والسكانية، تزايد أعداد الزائرين، التوسع في البنية التحتية، نمو القطاع الصناعي والسكاني من جهة أخرى.
بالرغم من كونها الوجهة البحرية الرئيسية في البلاد، إلا أنه بعد عقود من الحرب والاضطرابات لا تزال المدينة وبنيتها التحتية غير مفهومة ومدهشة معمارياً بشكل كبير. مشكلات البنية التحتية المستمرة، وخاصة تلك المتعلقة بالمياه وإمدادات الطاقة، بينما لا تزال مرافق الصحة الموائمة للمعيار الدولي محدودة.
كما تواجه سيهانوكفيل تحديات كبيرة فيما يتعلق بالجريمة، الأمن والأمان حيث تواجد المدينة من وقت لآخر فضائح متعلقة بالجرائم المنظمة الخطرة، الجرائم الصغيرة والفساد.
في السنوات الأخيرة، شهدت سيهانوكفيل مستويات غير مسبوقة من الاستثمارات الصينية في المدينة مع افتتاح العديد من الكازينوهات في جميع أنحاء المدينة. تغيرت التركيبة العرقية للمدينة مع قدوم ألاف الصينيين للعمل والأستثمار من الصين مما ادى إلى استياء السكان المحليين، ازدادت أهمية اللغة الصينية في المدينة وأستبدلت لغة الخمير والإنجليزية كلغة مهمة داخل المدينة. تعتبر سيهانوكفيل من المدن الرئيسية في المشروع الصيني طريق الحرير الجديد.